# Umaru Bangura
Umaru Bangura (ur. 7 października 1987 we Freetown) – sierraleoński piłkarz grający na pozycji prawego pomocnika. Od 2016 roku jest zawodnikiem klubu FC Zürich.

## Kariera klubowa
Karierę piłkarską Bangura rozpoczął w klubie Mighty Blackpool z Freetown. W 2005 roku wyemigrował do Anglii i przeszedł do Watfordu, jednak ostatecznie nie otrzymał pozwolenia na pracę. W 2006 roku został zawodnikiem norweskiego drugoligowego klubu Hønefoss BK. W 2009 roku awansował z nim do pierwszej ligi Norwegii, a w niej swój pierwszy mecz rozegrał 14 marca 2010 przeciwko Tromsø IL (0:2). Na koniec sezonu 2010 spadł z Hønefoss do drugiej ligi.
W 2011 roku Bangura przeszedł do FK Haugesund. Zadebiutował w nim 20 marca 2011 w przegranym 0:2 wyjazdowym meczu z Tromsø IL.
W latach 2014–2016 Bangura grał w Dynamie Mińsk. W 2015 i 2016 roku wywalczył z nim wicemistrzostwo Białorusi. Latem 2016 przeszedł do FC Zürich.
| Sezon   | Klub                | Kraj         | Rozgrywki        | Mecze | Bramki |
| ------- | ------------------- | ------------ | ---------------- | ----- | ------ |
| 2004/05 | Mighty Blackpool FC | Sierra Leone | Premier League   | ?     | ?      |
| 2005/06 | Watford             | Anglia       | Championship     | 0     | 0      |
| 2006    | Hønefoss BK         | Norwegia     | Adeccoligaen     | 15    | 0      |
| 2007    | Hønefoss BK         | Norwegia     | Adeccoligaen     | 23    | 0      |
| 2008    | Hønefoss BK         | Norwegia     | Adeccoligaen     | 27    | 2      |
| 2009    | Hønefoss BK         | Norwegia     | Adeccoligaen     | 29    | 3      |
| 2010    | Hønefoss BK         | Norwegia     | Tippeligaen      | 29    | 2      |
| 2011    | FK Haugesund        | Norwegia     | Tippeligaen      | 24    | 1      |
| 2012    | FK Haugesund        | Norwegia     | Tippeligaen      | 29    | 0      |
| 2013    | FK Haugesund        | Norwegia     | Tippeligaen      | 28    | 0      |
| 2014    | Dynama Mińsk        | Białoruś     | Wyszejszaja liha | 23    | 0      |
| 2015    | Dynama Mińsk        | Białoruś     | Wyszejszaja liha | 22    | 0      |
| 2016    | Dynama Mińsk        | Białoruś     | Wyszejszaja liha | 13    | 0      |
| 2016/17 | FC Zürich           | Szwajcaria   | Challenge League |       |        |

## Kariera reprezentacyjna
W reprezentacji Sierra Leone Bangura zadebiutował 3 września 2006 roku w zremisowanym 0:0 meczu eliminacji do Pucharu Narodów Afryki 2008 z Mali. Grał też w eliminacjach do MŚ 2010. Wcześniej, w 2003 roku, wystąpił na Mistrzostwach Świata U-17.